# Belendung (Purwadadi)
Belendung is een bestuurslaag in het regentschap Subang van de provincie West-Java, Indonesië. Belendung telt 3295 inwoners (volkstelling 2010).